# 納氏兔脂鯉
納氏兔脂鯉，為輻鰭魚綱脂鯉目脂鯉亞目上口脂鯉科的其中一個種，分布於南美洲黑河、亞馬遜河中部流域，體長可達25.7公分，棲息在底中層水域，生活習性不明。